# Pseudonicsara nana
Pseudonicsara nana är en insektsart som beskrevs av Sigfrid Ingrisch 2009. Pseudonicsara nana ingår i släktet Pseudonicsara och familjen vårtbitare. Inga underarter finns listade i Catalogue of Life.